# Дзержинское (Томская область)
Дзержи́нское —  село в Томской области России. Входит в городской округ город Томск. Население 3090 чел. (2020) .

## География
Расположено на возвышенном левом берегу реки Кисловки, у протоки Бурундук. Расстояние до центра Томска составляет около 13 километров.

## История
В 1928 года Томским Окротделом ОГПУ около мельницы бывшего купца Родикова была организована Томская Трудовая Коммуна по примеру Болшевской подмосковной коммуны для перевоспитания бывших правонарушителей. Первая партия была привезена из Бутырского исправительно-трудового дома. Первоначально коммуна получило имя Заковского, после ареста последнего переименована в Дзержинского.
После расформирования колонии, на базе лагеря была сформирована детская воспитательная колония ТВК-1.
С 1990 до 1993 гг. село являлось рабочим посёлком (посёлком городского типа) Дзержинский. До 11 ноября 2004 года находилось в составе Тимирязевского сельского округа Томского района, после чего село было переподчинено областному центру Томску и включено в городской округ город Томск.

## Улицы[4]
Улицы: Больничная, Волынова, Гагарина, Дзержинского, Дорожная, Дружбы, Заводская, Зелёная, Лесная, Логовая, Мало-Больничная, Мира, Новая, Ново-Логовая, Петровская, Светлая, Северная, Сибирская, Совхозная, Сосновая, Спортивная, Фабричная, Цветочная.
Переулки: Дзержинского, Еловый, Калиновый, Клеверный, Кленовый, Лесной, Лиловый, Мира, Осиновый, Полынный, Ромашковый, Тальниковый, Фабричный.

## Население
| 2002 | 2010  | 2012  | 2013  | 2014  | 2015  | 2021  |
| ---- | ----- | ----- | ----- | ----- | ----- | ----- |
| 2223 | ↗2861 | ↗2898 | ↗2943 | ↘2920 | ↘2914 | ↗2969 |

В 1933 году в трудкоммуне проживало 373 коммунара.